# Phaeostagonospora
Phaeostagonospora is een monotypisch geslacht van schimmels uit de orde Pleosporales. Het bevat alleen Phaeostagonospora nolinae.